# وومنز ویکلی
وومنز ویکلی (انگلیسی: Woman's Weekly) یک هفته نامه ویژه زنان و دختران است که در لندن چاپ می‌شود. هر چهارشنبه ۳۴۰/۰۰۰ نسخه از این مجله منتشر می‌شود.